# Fazenda Chapadão
A Fazenda Chapadão foi uma das pioneiras da indústria açucareira em Campinas, no estado de São Paulo, no século XVIII e depois transformada em produtora de café por volta de 1850.

## História
Adquirida por volta do ano de 1790 pelo capitão Joaquim José Teixeira Nogueira. Em 1798, foi fundado o seu engenho de açúcar, um dos pioneiros da indústria açucareira em Campinas, com produção de 1.000 arrobas de açúcar e construiu o mais antigo dos grandes solares do açúcar. Seu filho, o Major Luciano Teixeira Nogueira, herdou a propriedade e construiu uma nova sede. 

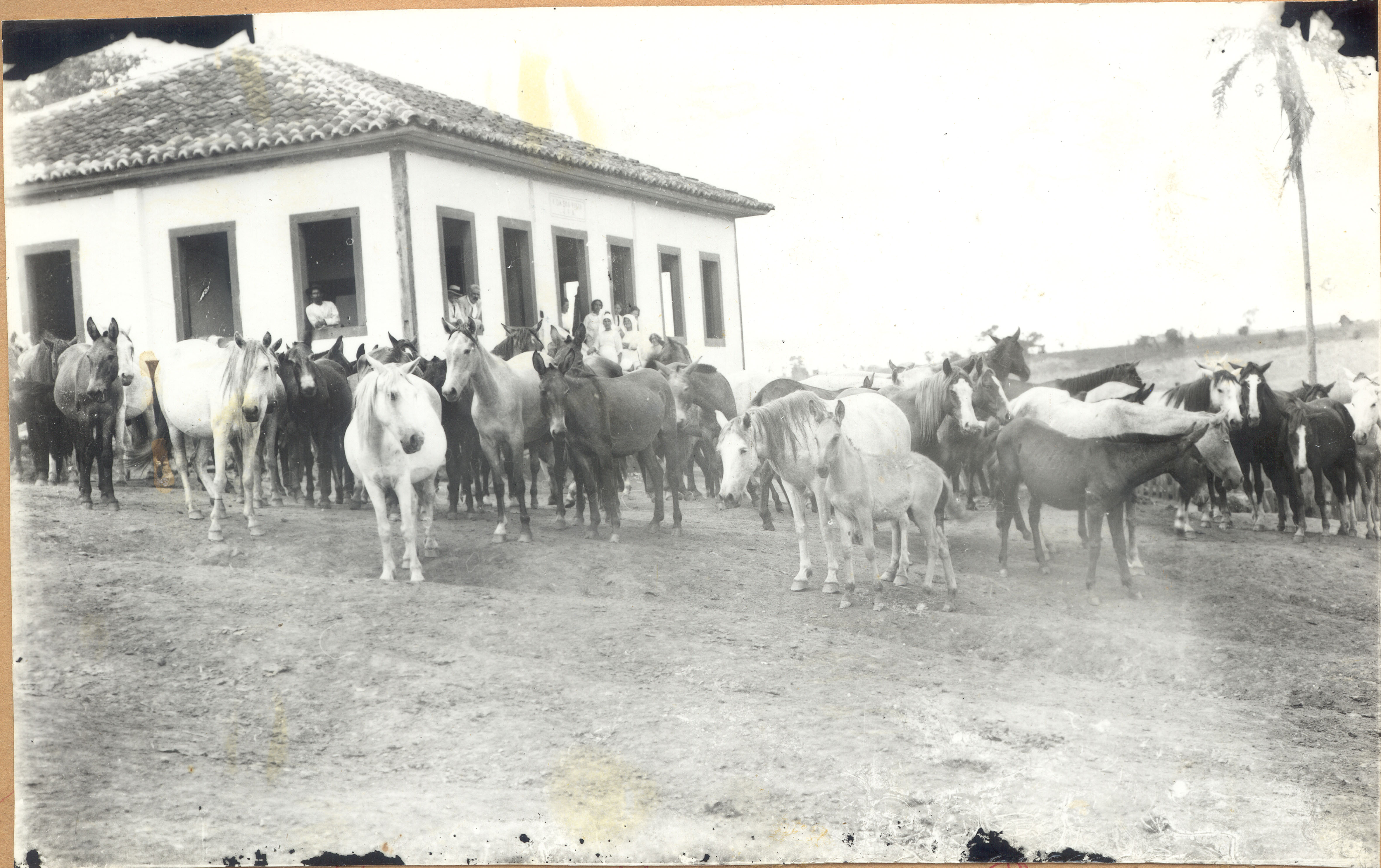
Fazenda Chapadão (1919)

O Major foi um dos chefes da ‘’Revolução Liberal de 1842’’ e acomodou nesta casa seus voluntários. Suas terras foram percorridas pela cavalaria do Coronel José Vicente de Amorim Bezerra, enviadas para o Combate da Venda Grande contra os revolucionários acantonados no sobrado do engenho da Lagoa, enquanto a infantaria atacava pelo flanco através do engenho do Monjolinho , propriedade do presidente da Província.
Pelos anos de 1850, com produção de 5 mil arrobas, a propriedade foi vendida para Tomás Luís Alves, gerente do Banco do Brasil, em São Paulo, que a transformou em uma produtora de café. Em outubro de 1869,  foi vendida para o barão de Itapura, Joaquim Policarpo Aranha, com o sítio anexado Estiva. Em 1885  já possuía cerca de 110 mil pés de café em terra roxa, além da máquina de benefício a vapor e dos terreiros atijolados.

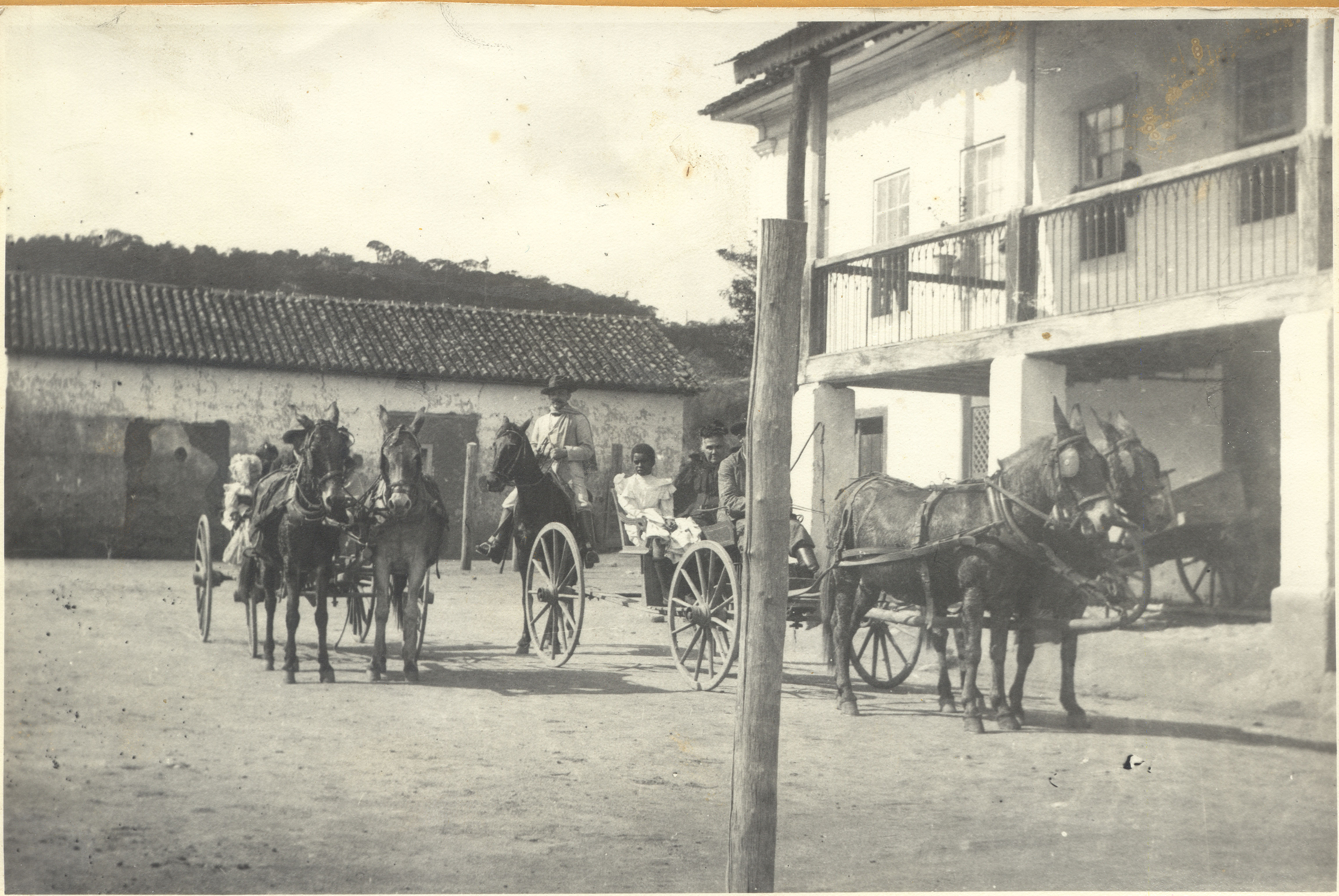
Fazenda Chapadão (1907)

Em 1890, o barão de Itapura e a baronesa consorte, Libânia de Sousa Aranha, por inventário amigável, transferiram a propriedade aos filhos José Francisco e Alberto Egídio de Sousa Aranha. Por último, Alberto torna-se seu proprietário exclusivo.
Com o falecimento de Alberto Egídio de Sousa Aranha, ficou esta fazenda e a fazenda Bom Retiro, para sua viúva, Isolina Barbosa Aranha e seu filho único, Carlos Alberto Barbosa Aranha. Em 1900, a fazenda já contava com uma produção de doze mil arrobas de café. Em 1914, estes últimos proprietários transferiram a  fazenda com seus 600 alqueires de terras e 500 mil pés de café para seus credores, a firma "Teles, Quirino & Nogueira", como forma de pagamento. 

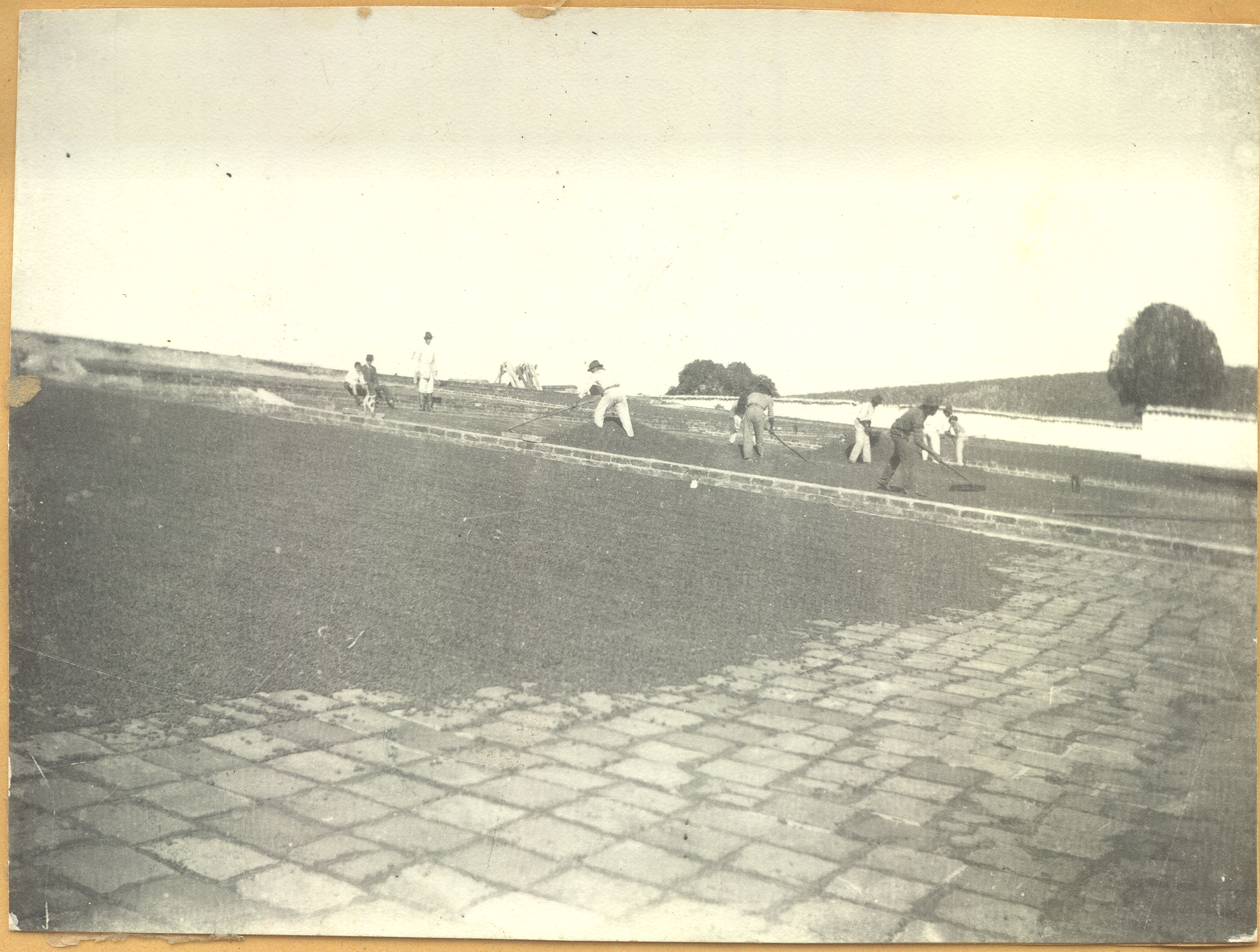
Fazenda Chapadão (1917)

Em posse de Antônio Carlos da Silva Teles, casado com Olímpia Nogueira, irmã de José Paulino Nogueira, herdam a fazenda os filhos do casal: Olimpia e Ana. Olímpia era casada com Joaquim Bento Alves Lima e Ana, casada com Otaviano Alves Lima Filho. Este último, já proprietário exclusivo em 1942, vendeu a fazenda para o Exército Brasileiro, sendo atualmente o Forte Anhanguera, sede da 11ª Brigada de Infantaria Leve.
No Casarão sede da Fazenda Chapadão há o Museu do Forte Anhanguera que apresenta objetos históricos da Fazenda Chapadão e exposição sobre História do Exército em Campinas.

## Museu do Forte Anhanguera
Inaugurado em 2020, o Museu do Forte Anhanguera possui um acervo formado com peças militares raras, peças usadas no século 19 e armamento da Segunda Guerra Mundial. Seu acervo foi formado de doações, como a do acervo do Tiro de Guerra de Campinas (TG 176), que foi guardado por um ex-militar quando este local foi fechado. 
Entre as peças exibidas, está um canhão utilizado na 2ª Guerra Mundial, um banguê datado de 1865, peça usada para transportar "pessoas importantes" da época, e um uniforme de guerra original, usado na Revolução Constitucionalista de 1932.
O museu é dividido em salas expositivas e contém peças, equipamentos e armamentos usados na Batalha da Venda Grande, Revolução Liberal e na Guerra do Paraguai. Também conta a história da Brigada Anhanguera e da própria Fazenda Chapadão.     